# 施旭
施旭，浙江嵊州人，杭州师范大学外国语学院教授，主要从事语言学方面的研究工作。担任《当代中国话语研究》编委，入选中华人民共和国教育部2009年度"长江学者"特聘教授。曾就读于解放军外国语学院。